# Vincent Wilkie
Vincent Wilkie (* 1969) ist ein deutschsprachiger elektronischer Singer-Songwriter britischer Abstammung, der von 1996 bis 2000 unter dem Pseudonym lotte ohm. bekannt war und heute das Projekt Instant Wilkie betreibt.

## Leben
Wilkie ist der Sohn des britischen Liedermachers Colin Wilkie und dessen Frau Shirley Hart, die seit den 1960er Jahren in Deutschland lebten. In den späten 1990er Jahren veröffentlichte er als lotte ohm. eine Reihe von Alben. Nach Kollaborationen mit diversen Mitgliedern von Fischmob, mit Gautsch, Lee Buddah, Joachim Witt, Kirmes, Rockers Hifi und zahlreichen weiteren Musikern folgten diverse Remixe und Touren. Außerdem trat er auch gelegentlich als Produzent auf und produzierte so auch 1996 ein Album seines Vaters.
Sein größter Hit war die 1999 veröffentlichte Single Hinter diesen Mauern in Zusammenarbeit mit dem Ex-Fischmob-Rapper Sven Francisco und dem Schriftsteller Christian von Aster. Die „offizielle Single zum Spiel“ Dungeon Keeper 2 hielt sich elf Wochen in den deutschen Charts und erreichte als höchste Platzierung Platz 44.
2006 kehrt er unter dem Namen Instant Wilkie und dem neuen Album Big In Japan wieder zurück.
Wilkie betreibt außerdem eine Agentur für Kommunikationsdesign.

## Diskografie
Als Vincent Wilkie
- A Pocketful of Truth (1994) (mit The Unexpected)

Als lotte ohm.
- Die Liebe in den Zeiten des Rinderwahns (1996)
- Letzte Tanke vor Babylon (1997)
- Wenn sie wirklich will (1997)
- lotte ohm. (1998)
- Das ohmsche Gesetz (1998)
- Besserwisser (1998)
- Besserwisser (remix) (1998)
- Hinter diesen Mauern (1999)
- 17° (2000)
- Die Abenteuer des Gustav Gans (2000)

Als The Dope Fiend
- Slack Bobs are delicious (1998)

Als Pieter Bohlen & Dieter Maffay
- Gehirn amputiert (2000)

Als Instant Wilkie
- Big in Japan (2006)
- A Robot in your Headlights (2008)